# Andoni Lakabeg
Andoni Lakabeg Fraile (Bilbao, 14 febbraio 1969) è un ex calciatore spagnolo, di ruolo difensore.

## Carriera

### Club
Cresce calcisticamente con l'Athletic Bilbao, società con cui esordisce con la squadra riserve nella stagione 1986-1987. Dopo due anni esordisce con la prima squadra, con cui debutta nella Primera División spagnola il 3 settembre 1988 in Athletic-Siviglia (3-0).
Con i baschi milita per otto stagioni, collezionando 212 presenze (192 in campionato), passando al Celta Vigo durante il campionato 1995-1996.
Alcuni infortuni ne condizionano il rendimento, e dopo due stagioni passa al Villarreal. Dopo nemmeno un campionato viene ceduto all'Amurrio in Segunda División B, dopodiché rimane nelle categorie minori del calcio spagnolo.
Conta una presenza con la Selezione di calcio dei Paesi Baschi.